# SN 2009cy
SN 2009cy – supernowa typu II-P odkryta 18 marca 2009 roku w galaktyce A094056+0116. W momencie odkrycia miała maksymalną jasność 17,20m.